# Крест «За поход отряда генерала Бредова»
За поход отряда генерала Бредова — награда, учреждённая 25 февраля 1922 года главнокомандующим Русской армии П. Н. Врангелем для награждения участников Бредовского похода.

## История
В результате контрнаступления Южного фронта Красной армии, начавшегося в октябре 1919 г. войска ВСЮР были отброшены на юг. Последовательно пали Киев, Харьков и Донбасс, а к 9 января 1920 г., когда Красная армия вышла к побережью Азовского моря и овладела Ростовом-на-Дону, — окончательно рассечены на две части, причём войска Киевской и Новороссийской областей оказались отрезанными от основных баз и центрального командования. 7 февраля 1920 года пала белая Одесса.
Генерал Н. Э. Бредов, назначенный к тому моменту командующим всей группы войск ВСЮР, расположенной на правобережной Украине, получил приказание от Главкома ВСЮР отводить свои войска к румынской границе для перехода на территорию Румынии и дальнейшей эвакуации морем в Крым, но румынские власти не дали разрешения на это. В отряде Бредова, прибывшем к румынской границе, было около 13 000 бойцов и около 7 тысяч больных, раненых, беженцев, семей военнослужащих ВСЮР, чиновников гражданских ведомств. Бредов принял решение прорываться в северном направлении вдоль румынской границы в Польшу. С боями между железной дорогой Одесса—Жмеринка и Днестром, отряд Бредова 12 февраля достиг к Новой Ушице, где проходила линия советско-польского фронта. Некоторое время он занимал самостоятельный участок фронта против Красной армии, но в конце февраля 1920 года части Бредова были разоружены и интернированы — размещены в бывших немецких лагерях для военнопленных — Пикулице (пол. Pikulice) под Перемышлем, Дембия (пол. Dąbie) под Краковым и в Щалкуве (пол. Strzałkowie). Только в августе 1920 года они получили разрешение на переброску в Крым в Русскую армию Врангеля.
Уже после окончания гражданской войны П. Н. Врангель отметил этот поход своим приказом № 206 от 25 февраля 1922 года и установил для участников похода крест — «В воздаяние верности долгу и понесённых тяжёлых трудов и лишений чинами отряда генерала Бредова, с боями пробившимися в студёную зимнюю пору из Тирасполя в Польшу».

## Описание
Крест представляет собой покрытый с обеих сторон белой эмалью крест, по краям которого узкая серебряная кайма. Посередине креста серебряный опущенный острием к низу меч. На поперечных сторонах креста была выгравирована дата «19» «20» (1920), а на обороте — надпись славянскими буквами «ВЕРНЫЕ ДОЛГУ». Крест носится на ленте национальных цветов (бело-сине-красной).